# Jonas Okétola
Jonas Okétola (Benin City, 27 de agosto de 1983) é um futebolista beninense que atua como meia.

## Carreira
Jonas Okétola representou o elenco da Seleção Beninense de Futebol no Campeonato Africano das Nações de 2008.